# Fronte (anatomia)
In anatomia umana, la fronte corrisponde a un'area della testa delimitata da tre elementi, due del cranio e uno del cuoio capelluto. La parte superiore della fronte è marcata dall'attaccatura dei capelli, ossia dal limite in cui crescono i capelli sullo scalpo. La parte inferiore della fronte è segnata dalle arcate sopraccigliari, l'osso del cranio che si trova sopra gli occhi. Gli estremi della fronte sono marcati dall'osso parietale, che collega le arcate sopraccigliari alla linea di sutura coronale e al di là di essa. Le sopracciglia, tuttavia, non sono parte della fronte. 
In questa zona sono presenti i muscoli frontali, detti muscoli cutanei e facenti parte della categoria dei muscoli mimici, che se stimolati sono capaci di far aggrottare la fronte e cambiare espressione al volto.
Nella Terminologia Anatomica, l'equivalente latino di "fronte" è sinciput (etimologia: da semi- "metà" e caput "testa").